# 法律改革辦公室
法律改革辦公室（縮寫GRJ)是澳門特別行政區一個已撤銷的政府部門，負責在檢討重大法典、主要法律制度及其他重要法規的範圍內，行使法規草擬中央機制的職能。
法律改革辦公室於2005年3月14日成立，由行政法務司監督，由一名主任領導及由兩名副主任輔助。
2011年1月1日，透過澳門特別行政區第22/2010號行政法規，法律改革辦公室與國際法事務辦公室合併成為法律改革及國際法事務局，負責協助澳門特區政府統籌立法計劃的制定並監督其執行，檢討並草擬重大法典及主要法律制度，以及進行國際法事務方面的工作。

## 組織法例
- 第58/2005號行政長官批示（2005年3月14日《澳門特別行政區公報》）

設立 《法律改革辦公室》。
- 第19/2005號行政命令（2005年5月23日《澳門特別行政區公報》）

將行政長官在 "法律改革辦公室"事務範圍內的執行權限授予行政法務司司長。
- 第13/2005號行政法務司司長批示（2005年5月25日《澳門特別行政區公報》）

將若干權限轉授予法律改革辦公室主任。
- 第73/2007號行政長官批示（2007年2月26日《澳門特別行政區公報》）

將法律改革辦公室的存續期延長。

## 職責
- 編製有關法規草擬的研究及準備工作；
- 擬備法案及其他規範性文件的草案；
- 聯繫及協調參與法規草擬工作的各公共部門及實體；
- 協助規劃、跟進及評估用以完善法律制度的措施，收集、處理及評估公共機關及部門的意見，以及由“法律改革諮詢委員會”從公眾或相關專業人士收集的意見；
- 有條理及系統地設立法律人員的資料庫及對之進行管理；
- 執行以上各項未載明但經行政長官命令進行且屬其總體職務範圍內的工作。